# Kommunufelagið
Kommunufelagið er de færøske kommuners landsforening, der blev dannet 1. januar 2014 ved sammenslutning af de små komuners forening, Føroya Kommunufelag (FKF), med de store kommuners forening Kommunusamskipan Føroya (KFS). Den omfatter dermed samtlige øernes 30 kommuner. Valg til foreningens bestyelse foregår efter folketal, hvilket medfører, at Tórshavn Kommune har 40% af stemmerne. Nuværende formand er Tórshavns borgmester Heðin Mortensen, som også er lagtingsmedlem for Javnaðarflokkurin.